# Unité d'Habitation

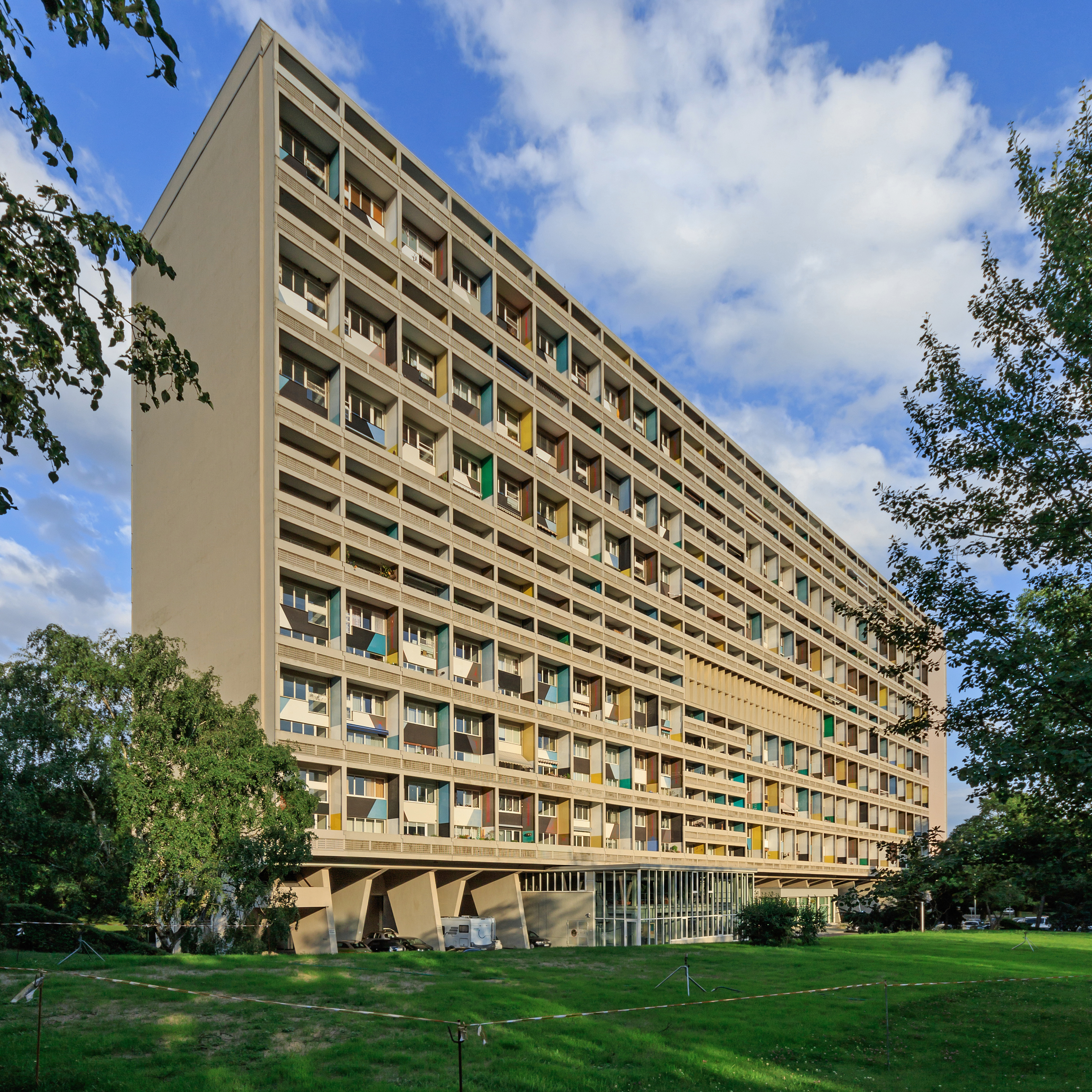
Unidade de habitação em Berlim.

As Unités d'Habitation são grandes edifícios modulares projetados pelo arquiteto franco-suíço Le Corbusier, com a colaboração do pintor-arquiteto Nadir Afonso, após a II Guerra Mundial. Com origem num programa de reconstrução do governo francês, a primeira e mais famosa das unidades foi implantada na cidade de Marselha, entre 1947 e 1953. O projeto também ficou conhecido pelo termo Cité radieuse (cidade radiosa), visto que procurava recuperar em um edifício monumental a dinâmica da vida urbana.
O termo significa literalmente unidade de habitação, mas o projeto é reconhecido internacionalmente pelo termo em francês. O conceito de unidade de habitação foi adaptado posteriormente em diversos outros projetos de caráter modernista por arquitetos em todo o mundo. Por esse motivo, o projeto original costuma ser referido pelo nome original.

## Características
Os edifícios configuram-se em geral como lâminas com mais de 100 m de comprimento e por volta de 30 m de largura, englobando por volta de 15 pavimentos e 55 m de altura. O projeto de Marselha possuía 337 apartamentos (ou "células").
O projeto traduz os elementos fundamentais da arquitetura moderna expostos anteriormente por Le Corbusier: está construída sobre pilotis, possui planta livre da estrutura, terraço-jardim (contendo creche, solário e piscinas na cobertura), fachada livre, e é essencialmente horizontalizada. Neste projeto Le Corbusier aplica seus estudos sobre as proporções humanas: utiliza pela primeira vez o Modulor (um sistema de relações métricas baseados na distância dos membros do corpo humano de um indivíduo "universal"), estabelecendo todas as medidas importantes de projeto como múltiplos das medidas estabelecidas pelo Modulor.
A cada certa quantidade de andares, foram previstas "ruas aéreas": corredores nos quais estavam previstos estabelecimentos comerciais. Esta determinação tem a ver com a ideia de um cidade utópica na qual a Natureza está preservada e as necessidades tradicionais das cidades estão concentradas em alguns poucos edifícios. O terceiro e quarto pavimentos do edifício de Marselha, por exemplo, estão ocupados por um hotel com restaurante, uma livraria e escritórios, enquanto o terraço comporta um ginásio esportivo e academia de ginástica, escola infantil e creche - em funcionamento ainda hoje.
A concepção estética do edifício repousa em um ideário rigidamente moderno: modularizado, retilíneo, racional. Chega inclusive a se utilizar da combinação neoplástica de cores na fachada (vermelho, amarelo e azul, as cores primárias). O edifício é construído em concreto armado aparente e tem na modulação e pre-fabricação dos seus elementos construtivos o ideal estético da máquina de morar, onde a repetição dos elementos-base em séries coordenada com a variação das séries são responsáveis pelo arranjo plástico da fachada. Tal como preconizado pela máxima "a forma segue a função", as cores, materiais e dimensões dos elementos utilizados seguem sua função diretamente e é o arranjo sensível destas funções que consegue compor a beleza bruta da fachada das Unités.
Devido à independência da estrutura do edifício com relação a cada uma das células, Le Corbusier dizia que os apartamentos foram colocados na Unité como "garrafas de vinho em uma adega".
Encarando as células como máquinas de morar, o arquiteto suiço junto com Charlotte Perriand projetam todos os elementos constitutivos da unidade de Marselha. Os móveis e os equipamentos para a cozinha, os móveis da sala, as esquadrias e todos os seus elementos sugerem um ideal de habitação racional, eficiente, desimpedido e livre. Mesmo sendo mínimas em suas dimensões pelo trabalho minucioso deste mobiliário as células podem ser ocupadas confortavelmente, mostrando o comprometimento com um ideal de vida novo para a época em todas as escalas, da urbana a doméstica.

### Conforto ambiental
A Unité d'Habitation foi o primeiro grande projeto de Le Corbusier no qual o arquiteto aplica uma série de estudos a respeito de insolação e ventilação. Todos os apartamentos são dúplex (ou seja, possuem dois pavimentos) e possuem aberturas nas duas faces do edifício, possibilitando a configuração de zonas de permanência diária e noturna. O estudo da incidência dos raios solares ao longo do dia permitiu que Le Corbusier projetasse dispositivos de controle térmico e de iluminação (os brise-soleils, ou "quebra-sóis").
O fato de cada apartamento possuir uma abertura em cada uma das fachadas permite a existência do efeito-chaminé e da ventilação cruzada, promovendo constante renovação do ar e sua adequação à temperatura interna sem a necessidade de equipamentos de condicionamento do ar ou da temperatura.
A orientação do edifício estritamente no eixo norte-sul (com as suas faces voltadas para o poente e nascente) remete a um ideal de habitação ligada aos ritmos do dia de modo que os habitantes das unidades não fossem, de maneira alguma, alienados da natureza. Pode-se dizer que, pelo contrário, os ideais de Le Corbusier tencionavam reconectar o homem à natureza - "perdida" nas cidades de então.
Estes parâmetros ambientais e os elementos utilizados para atingi-los tornaram-se lugar-comum da arquitetura moderna tamanho seu sucesso. Como muitos dos paradigmas estabelecidos pelo arquiteto suiço, o condicionamento ambiental das Unités ainda é utilizado repetidamente hoje, mesmo que de maneira deturpada e errónea em muitos casos.

## Histórico
Foram construídas quatro unidades na França. Devido à fama internacional que o projeto obteve, o governo alemão solicitou um projeto em Berlim. Os cinco projetos, cronologicamente, são os seguintes:
- 1947 em Marseille, Boulevard Michelet, 280;
- 1955 em Rezé, rue Théodore Brosseaud, 44;
- 1958 em Berlim, Flatowallee 16;
- 1963 em Briey en Forêt, Meurthe-et-Moselle;
- 1965 em Firminy.

## Influências
Devido ao resultado do projeto como um todo, alguns críticos afirmam que a Unité inaugura o período brutalista da obra corbuseana e virá a influenciar toda a arquitetura brutalista. Ela também é considerada um experimento importante na definição do urbanismo moderno, constituindo um exemplo do que poderia vir a ser a unidade de vizinhança, em uma cidade planejada apenas com edifícios deste tipo.
Há um sem número de edifícios que remetem a tipologia desenvolvida nas Unités, alguns com de maneira sábia e outros erradamente. Pode-se dizer que a própria arquitetura habitacional multi-familiar produzida nos anos 60 e 70 deve muito a elas, especialmente a ideia de habitação em grande escala em edifícios em fita (longos e orientados em um eixo apenas), com pavimento térreo livre e "soltos" no seu terreno de implantação ou cercados de verde.
Influências da Unité d'Habitation podem ser notadas nas superquadras projetadas por Lúcio Costa em Brasília e em grande número de projetos executados nas principais cidades brasileiras nos anos 70 e 80.

### Bibliográficas
- LE CORBUSIER, Unité d’Habitacion de Marseille; edição do autor; 1956
- SEQUEIRA, Marta, «A concepção da cobertura da Unité d’habitation de Marselha: três invariáveis», in Massilia: 2005, Associació d’Idees, Centre d’Investigacions Estètiques, San Cugat del Vallès, 2005, pp. 132–155. Referência ISBN 84-87478-60-3
- SEQUEIRA, Marta, A cobertura da Unité d’habitation de Marselha e a Pergunta de Le Corbusier pelo Lugar Público (tese de doutoramento apresentada no Departamento de Proyectos Arquitectónicos da Escuela Técnica Superior de Arquitectura de Barcelona, da Universidad Politécnica da Catanuña). Barcelona: UPC, Maio de 2008. http://hdl.handle.net/10803/6816.
- SEQUEIRA, Marta, «A place to gather: the roof terrace of the Marseilles Housing Block», in Proceedings. Le Corbusier: Architecture, Urbanism and Theory. Atlanta: Southern Polytechnic State University Press, 2009, pp. 173–181. Referência ISBN 0-9746724-9-3